# 森山達哉
森山 達哉（もりやま たつや）は、日本の農学者。専門は食品分子機能学、食物アレルギー学、応用生物化学、細胞生物学。近畿大学農学部教授、農学部長、アグリ技術革新研究所研究員。博士（農学）。

## 略歴
- 京都府出身[1]。
- 1983年 - 京都大学農学部食品工学科入学[2]。
- 1987年 - 京都大学大学院農学研究科修士課程進学。
- 1991年 - 同博士課程修了、博士（農学）取得[3]。
- 1991年 - 日本学術振興会特別研究員（DC）、京都大学食糧科学研究所助手[1]。
- 1996年 - スタンフォード大学生物科学部客員研究員（1997年まで）[1]。
- 2001年 - 京都大学大学院農学研究科助教[1]。
- 2005年 - 近畿大学農学部講師[1]。
- 2008年 - 同准教授[1]。
- 2014年 - 同教授[1]。
- 2018年 - 近畿大学アグリ技術革新研究所兼任[1]。
- 2022年 - 近畿大学農学部長[1]。

## 研究分野
大豆や果物、野菜などに含まれる食品成分の健康機能性とアレルゲン性に関する研究を行っている。特に、食物アレルギーやアレルゲンの同定を主要なテーマとし、経皮感作や消化抵抗性などの観点から食品タンパク質のアレルゲン性を評価している。

## 主な著書
- 『新しい食品加工学』南江堂、2022年、共著[1]。
- 『新しい食品加工学（改訂第2版）』南江堂、2018年、共著[1]。
- 『栄養素でわかる食品と健康：WEB連動テキスト』南江堂、2016年、共著[1]。

## 主な論文
- Pathogenesis-related protein, thaumatin-like protein 1b is a transdermal sensitizing allergen of mango fruits in mouse models, CyTA - Journal of Food, 2024年11月[1]。
- Food components and Abdominal aortic aneurysm, Bioscience, Biotechnology, and Biochemistry, 2024年10月[1]。

## 所属学会
- 日本農芸化学会
- 日本栄養・食糧学会
- 日本生化学会
- 日本アレルギー学会
- 日本脂質生化学会
- 米国油化学会[1]。

## 受賞歴
- 日本農芸化学会 BBB論文賞（2019年）[1]。
- 日本皮膚アレルギー学会誌 年間最優秀論文賞（2011年、2013年）[1]。
- 日本食品科学工学会 論文賞（2008年）[1]。
- 日本栄養・食糧学会 奨励賞（2005年）[1]。